# Šentvid pri Lukovici
Šentvid pri Lukovici este o localitate din comuna Lukovica, Slovenia, cu o populație de 208 locuitori.